# اخترماهی‌های کوتاه
اخترماهی‌های کوتاه (نام علمی: Brachygalaxias) نام یک سرده از تیره اخترماهیان است.